# 斯波義廉
斯波 義廉（しば よしかど）は、室町時代中期から後期の武将、守護大名。室町幕府管領および越前・尾張・遠江守護。足利氏一門の渋川氏出身で、父は渋川義鏡、母は山名宗全の伯父山名摂津守（実名不詳）の娘とされている。三管領筆頭の斯波氏（武衛家）を相続した（11代当主）。

## 生涯

### 家督相続
長禄3年（1459年）、斯波氏当主であった斯波義敏が分国越前・遠江の守護代甲斐常治と対立し（長禄合戦）、8代将軍足利義政の怒りに触れて罷免されると、実子松王丸（後の斯波義寛）が家督を相続する。だが2年後の寛正2年（1461年）8月2日に松王丸も廃され、代わって義廉が10月16日に将軍義政の特命により、斯波氏の家督を継承することとなった。この時、尾張・越前・遠江の守護にも任命されている。斯波氏と渋川氏の祖は同母兄弟同士で足利一門の中でも近い間柄であることに加え同程度の高い家格であり、義廉の曾祖母は斯波義将の娘でもあった。またこの家督相続には、幕府の関東政策が絡んでいると考えられている。常に軍事力不足だった堀越公方足利政知（義政の異母兄）の要請に義政が応じ、政知の執事・渋川義鏡が「斯波氏当主の実父」の立場から足利一門最強の斯波軍を動員することができるように工作した結果と言われている。はじめ義政は、義敏・常治を関東に派遣させようとしたが、両者が命令に従わず、それどころか内乱を起こしていたため、義敏を罷免し松王丸を当主としたのであったが、その後も長禄3年から翌4年（1460年）にかけて斯波氏領国の遠江で今川範将の反乱が勃発し、関東情勢に不安が残されていた、という背景があった。
しかし、義廉が斯波氏家督を相続してからも、寛正2年10月に再び遠江で反乱が起こり、翌寛正3年（1462年）に幕府の介入で収まったが、次に関東で幕府方の上杉持朝と渋川義鏡が政争を起こし、持朝重臣の三浦時高・千葉実胤・太田道真らが隠居する事態となって、これを重く見た義政は義鏡を失脚させる。さらに寛正4年（1463年）11月、義政生母日野重子の死去にともなう大赦で斯波義敏・松王丸父子が赦免され、養子当主の義廉の立場は悪化した。

### 失脚と復権
義廉の家督相続は上述の関東政策の一環であったが、義鏡の失脚によって、斯波氏当主に実子を差し置いて養子の義廉を据え置く意味はほとんど無くなり、将軍義政は義敏の復帰を考えるようになった。
義廉が寛正6年（1465年）に斯波氏と同族の奥州探題大崎教兼との取次に失敗したことから、義敏はかつて教兼を取次していたことと甲斐常治も亡くなったことを強みとして、復帰工作を始めた。一方的に廃嫡されることを恐れた義廉は、義政の妨害に動き出し、山名宗全・畠山義就の連携に奔走したものの、義敏は義政側近の政所執事伊勢貞親や季瓊真蘂の画策で寛正6年12月30日に京都で義政と対面を果たす。翌文正元年（1466年）7月23日に義廉は幕府への出仕を停止させられ、8月25日には3か国の守護返還を命じられた。
しかし、義廉は山名宗全派と手を組んでおり、義敏の支持者だった元管領細川勝元ら諸大名も伊勢貞親ら将軍側近衆には反感を抱いていたため、問題は複雑化した。義敏は貞親・真蘂・赤松政則らとともに9月6日の文正の政変によって失脚し、14日に守護職は義廉に戻された。宗全・義廉らは勝元派の排除も狙い、大和で挙兵した畠山義就を呼び寄せる。義廉は義就の軍事力を背景に、応仁元年（1467年）1月8日に畠山政長を管領の座から追い落としてその後任に就いた。義父の宗全らは義廉を支持し、いっぽう義敏は勝元を頼り、斯波氏の争いは足利将軍家の家督争いや畠山氏の争いと関係して応仁の乱の原因の一つにもなる。
なお、応仁元年5月1日には左兵衛佐に任じられている（『斎藤親基日記』）。

### 応仁の乱とその後の義廉
応仁元年1月18日、京都北部で義就と政長が激突した（御霊合戦）。敗れた政長は姿をくらまし、山名宗全派が実権を握ったが、細川勝元派も巻き返しを図り、5月に義敏を始めとして各地の宗全派の領国に侵攻した。それとともに両派それぞれ大軍勢を京都に呼び寄せ、26日に京都市街において上京の戦いが起こった（応仁の乱の開始）。義廉は翌2年（1468年）に7月には幕府より管領職・3か国守護職を剥奪されたが、宗全率いる西軍内ではなおもその地位に留まっており、各地に転戦するなど西軍の主力を担った。しかし文明3年（1471年）に有力家臣の一人である朝倉孝景が越前に下向した後東軍に属し、文明7年（1475年）に甲斐敏光も東軍に帰順して孤立した。同年11月、尾張守護代の織田敏広を頼って尾張に下国し、東軍に与した義敏・義寛父子と織田敏定らの勢力を一時同国から駆逐する。しかし義敏・義寛父子の盛り返しにより、文明10年（1478年）に敏広が守護代を更迭され、敏定が新たな守護代に任じられると、敏定は幕府から「凶徒退治」を命じられ下国、義廉は敏広とともに幕府から「凶徒」と断じられ、尾張での支持勢力を全て失った。
その後の行方は不明となるが、『大乗院寺社雑事記』延徳3年6月30日条に記された斯波氏の系図には「渋川殿ー義廉ー某越前」とあり、延徳3年（1491年）の段階で義廉は亡くなっているために居所に関する注記が記されていないとする解釈もある。いっぽう義廉の子が朝倉孝景に奉じられて越前国に下ったことは、同記の文明13年11月4日条に見え、上述の延徳3年6月30日条に登場する某と同一人物を指すと考えられる。この子は喝食で栄棟と称し、その9年後の延徳2年（1490年）に連歌師の正広が一乗谷で栄棟と会ったことが正広の句集『松下記』に記されている。この息子が朝倉氏景（孝景の子）に推戴され、義俊と名乗って将軍家連枝といわれる鞍谷公方を継ぐこととなり、名目上の越前国主となったという説がある。ただ、将軍家連枝という鞍谷公方は後世の創作で、実際の鞍谷氏は奥州斯波氏の嫡流もしくはそれに近い系統に属し、義俊との関連性は見いだせないとの反論もある。

## 官職および位階等の履歴
※ 日付は旧暦
- 寛正2年（1461年）8月2日、家督を相続し、越前・尾張・遠江の三国守護に就任。10月16日、治部大輔に任官。
- 文正元年（1466年）7月23日、罷免される。9月14日、再び家督相続。越前・尾張・遠江の三国守護に復帰。
- 文正2年（1467年）1月8日、幕府の管領となる。同年改元し、応仁元年5月、左兵衛佐に遷任。
- 応仁2年（1468年）7月10日、管領更迭、越前・尾張・遠江守護職褫奪。但し西軍内では管領・三州守護に留まる。